# 中国北京哈巴德-路巴维茨
中国北京哈巴德－路巴维茨（英語：Chabad Lubavitch of Beijing, China）是中国北京市的一个犹太教哈巴德－路巴维茨派的组织。

## 简介
该组织成立于2001年8月，第5762个犹太新年。拉比希蒙（Shimon）和他的妻子迪尼·弗罗因德利希（Dini Freundlich）还有他们的两个女儿Chaya Mushka和Devorah Freundlich在北京创建了该组织。后来，希蒙夫妇的两个女儿Chava、Grunia及她们的儿子Aaron和Eliyahu Akiva都参加了进来。
该组织的总部设在北京市朝阳区芳园西路，四得公园南门旁边。此处设有“蒂妮犹太餐厅”、中国犹太博物馆、图书馆、哈巴德办事处、咖啡厅、餐厅等等。